# Flaming Pie
Flaming Pie je desáté sólové studiové album anglického hudebníka Paula McCartneyho. Vydáno bylo v květnu roku 1997 společnostmi Parlophone a Capitol Records a spolu s McCartneym jej produkovali Jeff Lynne a George Martin. Dvě písně z alba byly nahrány již v roce 1992, zbytek pak v letech 1995 až 1997. Nahrávalo se ve více studiích, včetně Abbey Road Studios. Na desce se nachází například píseň „Used to Be Bad“, což je duet se Stevem Millerem. V britské hitparádě UK Albums Chart, stejně jako v americké Billboard 200, se album umístilo na druhé příčce. V obou zemích se stalo zlatým.

## Seznam skladeb
1. „The Song We Were Singing“ – 3:55
2. „The World Tonight“ – 4:06
3. „If You Wanna“ – 4:38
4. „Somedays“ – 4:15
5. „Young Boy“ – 3:54
6. „Calico Skies“ – 2:32
7. „Flaming Pie“ – 2:30
8. „Heaven on a Sunday“ – 4:27
9. „Used to Be Bad“ – 4:12
10. „Souvenir“ – 3:41
11. „Little Willow“ – 2:58
12. „Really Love You“ – 5:18
13. „Beautiful Night“ – 5:09
14. „Great Day“ – 2:09

## Obsazení
- Paul McCartney – zpěv, doprovodné vokály, kytara, baskytara, kontrabas, harmonium, bicí, klavír, perkuse, varhany, elektrické piano, cembalo, vinrafon, mellotron, perkuse
- Jeff Lynne – doprovodné vokály, kytara, klávesy, cembalo
- Steve Miller – doprovodné vokály, kytara, zpěv
- George Martin – orchestrace
- David Snell – dirigent
- Keith Pascoe – housle
- Jackie Hartley – housle
- Rita Manning – housle
- Peter Manning – housle
- Marcia Crayford – housle
- Adrian Levin – housle
- Belinda Bunt – housle
- Bernard Patridge – housle
- Jackie Hartley – housle
- Keith Pascoe – housle
- David Woodcock – housle
- Roger Garland – housle
- Julian Tear – housle
- Briony Shaw – housle
- Rita Manning – housle
- Jeremy Williams – housle
- David Ogden – housle
- Bogustav Kostecki – housle
- Maciej Rakowski – housle
- Jonathan Rees – housle
- Christian Kampen – violoncello
- Martin Loveday – violoncello
- Anthony Pleeth – violoncello
- Stephen Orton – violoncello
- Robert Bailey – violoncello
- Peter Lale – viola
- Levine Andrade – viola
- Robert Smissen – viola
- Stephen Tess – viola
- Levine Andrade – viola
- Philip Dukes – viola
- Ivo Van Der Werff – viola
- Graeme Scott – viola
- Andy Findon – – flétna
- Martin Parry – flétna
- Michael Cox – flétna
- Susan Milan – flétna
- Gary Kettel – perkuse
- Skaila Kanga – harfa
- David Theodore – hoboj
- Roy Carter – hoboj, anglický roh
- Linda McCartney – doprovodné vokály
- James McCartney – kytara
- Michael Thompson – lesní roh
- Richard Bissill – lesní roh
- Richard Watkins – lesní roh
- John Pigneguy – lesní roh
- Kevin Robinson – trubka
- John Barclay – trubka
- Andrew Crowley – trubka
- Mark Bennett – trubka
- Chris 'Snake' Davis – saxofon
- Dave Bishop – saxofon
- Ringo Starr – bicí, perkuse, doprovodné vokály
- Richard Edwards – pozoun
- Andy Fawbert – pozoun
- Nigel Black – žestě
- Chris Laurence – kontrabas
- Robin McGee – kontrabas